# Armand Gaétan Razafindratandra

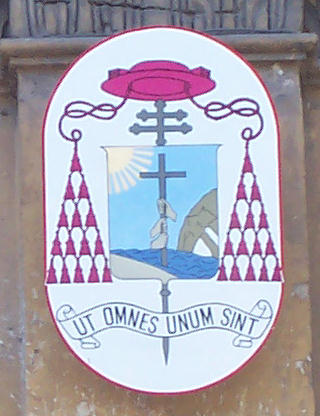
Osobní znak Armanda Gaétana kardinála Razafindratandra

Armand Gaétan kardinál Razafindratandra (7. srpna 1925 Ambohimalaza – 9. ledna 2010 Mahajanga) byl madagaskarský římskokatolický arcibiskup, kardinál.

## Kněz a biskup
Kněžské svěcení přijal 27. července 1954 v Tananarive (dnešním Antananarivo). Studia si doplnil v Paříži na Katolickém institutu. Po návratu do vlasti působil v duchovní správě, založil Národní katechetické středisko, které vedl deset let. Byl také rektorem semináře.
V dubnu 1978 byl jmenován biskupem diecéze Majungo (od roku 1989 Mahajanga), biskupské svěcení přijal 2. července téhož roku. Patřil k zakládajícím členům ekumenické teologické komise. V únoru 1994 se stal nástupcem zemřelého kardinála Razafimahatratry na arcibiskupském stolci v Antananarivo.

## Kardinál
Při konzistoři 26. listopadu téhož roku ho papež Jan Pavel II. jmenoval kardinálem. V letech 1996 až 2002 byl předsedou Biskupské konference Madagaskaru.
Patřil mezi nejstarší kardinály, kteří se účastnili konkláve po smrti Jana Pavla II. v dubnu 2005. Několik měsíců poté dovršil 80 let a 7. prosince 2005 rezignoval na funkci arcibiskupa arcidiecéze Antananarivo.